# Bruckberg (Landshut)
Bruckberg è un comune tedesco di 5 049 abitanti, situato nel land della Baviera.